# 溺れる人
『溺れる人』（おぼれるひと）は、2000年の日本映画。

## あらすじ
妻・クミコがバスタブの中に沈み死んでいるのを発見した夫・トキオは、救急車を呼ぶ事もなく、妻の死体をソファへ運び、独り泣き、酒を呷り眠り込んでしまう。翌朝、クミコは何事もなかったかのように目を覚まし、泥酔した夫をベッドに運び介抱していた。
この事件を機に、夫婦の関係が徐々に崩壊してゆく。

## キャスト
- クミコ：片岡礼子
- トキオ：塚本晋也
- トキオの友人ケンジ：上馬場健弘
- クミコの母：火田詮子
- クミコの父：海上宏美

## スタッフ
- 監督・脚本・製作・編集：一尾直樹
- 総合プロデュース：日下部圭子
- 撮影：山崎のりあき
- 衣裳・メイク：谷渡香代子
- 音楽：南野梓、エモーショナル・アワ
- スチール：永吉直之
- 照明：岩瀬ヨウイチ、浜嶋将裕
- 録音：河本隆志
- 共同製作：専門学校名古屋ビジュアルアーツ